# Lluís Mijoler i Martínez
Lluís Mijoler i Martínez (El Prat de Llobregat, 1969) és un advocat, polític i batlle del Prat de Llobregat, a la comarca del Baix Llobregat, per El Prat En Comú.

## Biografia
Lluís Mijoler va néixer el 14 de desembre de 1969 al Prat de Llobregat. Es va llicenciar en Dret per la Universitat de Barcelona i té un màster en Dret i Pràctica Jurídica per la Universitat de Barcelona. Va exercir com a advocat entre 1997 i 2018, primer al Bufet Pintó Sala de Barcelona (1997-2010) i després com a advocat autònom al Prat de Llobregat (2010-2018). L'any 2006 fou nomenat jutge substitut dins de la província de Barcelona. També va ser titular de la delegació d'assegurances Mapfre del Prat entre 2010 i 2016. Anteriorment va ser advocat laboralista i administratiu a Construlab, S.A. El Prat de Llobregat (1988-1992) i administratiu i comercial al Banc de Sabadell a la zona del Baix Llobregat (1992-1998).
Fou elegit regidor per primera vegada a les eleccions municipals del 24 de maig de 2015, anant en l'onzè lloc de la llista d'ICV-EUiA. En un primer moment no va assumir cap cartera de govern, però al juliol de 2016 va assumir la nova regidoria d'Economia, Bon Govern i Transparència, sense retribució econòmica. El juliol de 2018, coincidint amb la reestructuració de regidories per a la sortida de Sergi Alegre de l'Ajuntament, assumeix també Promoció de la Ciutat i Agricultura, en mans d'Alegre, i Participació, anteriorment de David Vicioso.
El 12 de febrer de 2018 va ser triat com a candidat d'ICV a l'alcaldia, pendent de les confluències que poguessin fer-se amb altres formacions polítiques. Ja a les acaballes de setembre de 2018 va ser ratificat com a cap de llista del Prat en Comú, pels militants de les seccions locals d'ICV, EUiA i Podem, formacions que havien d'integrar la confluència, encara que al gener del 2019 l'assemblea de Podem del Prat va decidir que es presentarien en solitari a les eleccions municipals. El 15 de juny del 2019 fou escollit alcalde d'El Prat de Llobregat. Va revalidar el càrrec a les eleccions municipals de 2023.